# New adult

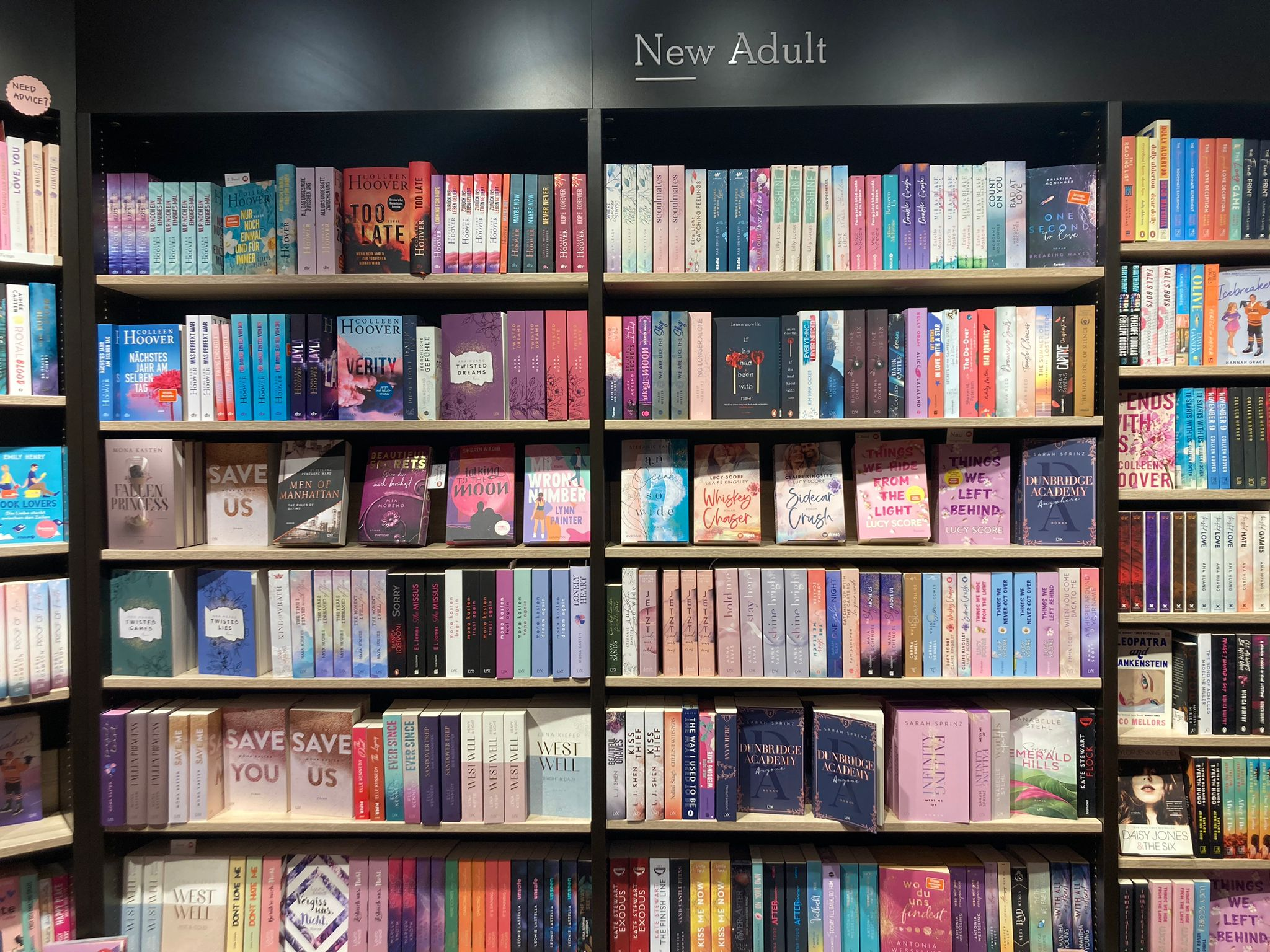
Dział z książkami dla nowych dorosłych w niemieckiej księgarni (2023)

New adult (także new adult fiction, new-adult fiction, NA) – rozwijający się gatunek literacki, którego główni bohaterowie mają od 18 do 30 lat. Wydawnictwo St. Martin’s Press wykorzystało ten termin po raz pierwszy w 2009, kiedy zaapelowało o literaturę podobną do young adult, ale skierowanej do starszych odbiorców. Książki z tego gatunku koncentrują się na takich tematach jak wyprowadzka z domu rodzinnego, rozwój seksualności oraz wybór studiów i podejmowanie pierwszej pracy. W ciągu ostatnich kilku lat gatunek zyskał na popularności, między innymi dzięki takim autorom jak Jennifer L. Armentrout, Cora Carmack, Colleen Hoover i Jamie McGuire.
Początkowo gatunek spotkał się z krytyką i był określany jako chwyt marketingowy. Inni twierdzili jednak, że jego istnienie jest uzasadnione. Wydawca HarperCollins określił go jako wygodną etykietę, dzięki której zarówno księgarze, rodzice oraz sami czytelnicy są w stanie łatwiej określić, co znajdą wewnątrz książki.

## Marketing
Grupą docelową tego gatunku są osoby młode w wieku od 18 do 30 lat. Łączy ona elementy prozy dla nastolatków oraz osób dorosłych. Wydawcy tego typu fikcji decydują się na taką kategorię, ponieważ obejmuje ona znacznie szerszą publiczność, niż powieści young adult. Głównymi cechami wyróżniającymi ten gatunek są: specyficzna perspektywa młodego bohatera i zakres doświadczenia życiowego bohatera obejmujący okres wyprowadzki z domu rodzinnego.

## Przykładowi twórcy
- Jennifer L. Armentrout / J. Lynn
- Gemma Burgess(inne języki)
- Katy Evans(inne języki)
- Abbi Glines(inne języki)
- Colleen Hoover
- J.A. Redmerski(inne języki)
- Sylvain Reynard(inne języki)
- Jessica Sorensen(inne języki)
- Tammara Webber(inne języki)
- Sarah J. Maas
- Lev Grossman(inne języki)
- Ernest Cline
- Patrick Rothfuss
- Kendall Ryan(inne języki)